# Gostenhof (metro, Neurenberg)
Gostenhof is een metrostation in de wijk Gostenhof van de Duitse stad Neurenberg. Het station werd geopend op 20 september 1980 en wordt bediend door lijn U1 van de metro van Neurenberg.